# Don't Pass Me By
Don't Pass Me By är en låt av The Beatles från 1968. Låten är en av få Beatleslåtar som är komponerad av  Ringo Starr.

## Låten och inspelningen
Ringo Starrs första egna låt på en Beatlesplatta spelades in vid fyra olika tillfällen (5–6 juni, 12 och 22 juli 1968) och det är bara Ringo och Paul McCartney ur gruppen som spelar. I övrigt medverkar bluegrassviolinisten Jack Fallon som blev oerhört generad då man bestämde sig för att behålla hans lösa improvisationer (som han inte trodde skulle spelas in) mot slutet av låten. I övrigt var det kanske ingen slump att Ringos första låt efter sex år i bandet hade just denna titel även om texten är ”förklädd” som en olycklig kärlekshistoria av mer konventionellt slag. Ringo har senare sagt att han funderade på en låt med denna titel redan 1963. Låten kom med på dubbel-LP:n The Beatles (White Album), som utgavs i England och USA 22 november respektive 25 november 1968.
Don't Pass Me By var den första Beatleslåten med Ringo Starr (Richard Starkey) som egen kompositör. Under hela Beatles' tid gavs enbart ytterligare en låt av Starkey ut - Octopus's Garden på LP:n Abbey Road 1969. Violinspelet på slutet skiljer sig mellan mono- och stereoversionerna av White Album. Eftersom monoversionen av detta album inte gavs ut i USA finns denna versionen på den amerikanska versionen av samlings-LP:n Rarities. Monoversionen gavs i Sverige också ut som baksida på singeln Back in the USSR 1969.

## Covers
På Abba:s CD-box "Thank You for the Music" kan man höra en parodi på låten som en del av ett medley.